# Quế Hằng
Quế Hằng có tên đầy đủ Phạm Quế Hằng là nữ diễn viên người Việt Nam.

## Tiểu sử
Quế Hằng sinh năm 1958 tại Hà Nội, bà có bố và ông nội là bác sĩ, mẹ tôi là giáo viên. Năm 1979, Quế Hằng và em gái Thúy Phương (Nghệ sĩ ưu tú Quế Phương) cùng rủ nhau thi tuyển và đậu vào lớp diễn viên khóa đầu tiên của Nhà hát Kịch Việt Nam, cùng khóa với Lan Hương, Đỗ Kỷ, Quốc Khánh, Phú Đôn, Trung Anh. Khóa học này tốt nghiệp năm 1982).
Quế Hằng lập gia đình năm 1980 và có hai con, một trai một gái.

## Sự nghiệp
Vai diễn đầu tiên của Quế Hằng là một vai phụ, cô bí thư đoàn trong vở kịch của Liên Xô “Cuộc chia tay tháng sáu” do Trọng Khôi đạo diễn. Vai chính đầu tay của bà là Quỳnh trong vở kịch "Nhân danh công lý", sau đó là các vai Tến trong "Khúc đoạn trường", Thùy trong "Con thuyền chở linh hồn".
Trong sự nghiệp diễn xuất sân khấu của mình, bà từng hai lần nhập vai Linh Từ quốc mẫu Trần Thị Dung trong hai vở diễn là “Thái sư Trần Thủ Độ” và “Mỹ nhân và anh hùng”, với cả hai vở diễn này, bà đã giành được hai Huy chương Bạc của Hội diễn Sân khấu toàn quốc. Quế Hằng từng làm hồ sơ xét duyệt danh hiệu Nghệ sĩ ưu tú vào đợt 5 nhưng không đạt. Năm 1982, đánh dấu lần đầu Quế Hằng tham gia lĩnh vực điện ảnh với hai vai nữ chính trong phim điện ảnh Thị xã trong tầm tay của Đặng Nhật Minh và Người thành phố của Khải Hưng - đây cũng là phim truyền hình đầu tiên của Đài Truyền hình Việt Nam.
Năm 2010, Quế Hằng được Nhà nước Việt Nam phong tặng danh hiệu Nghệ sĩ ưu tú.

## Vai diễn

### Kịch nói
- Quỳnh trong "Nhân danh công lý"
- Nhàn trong “Bệnh sỹ”
- Lừng trong “Biển cồn cào”
- Yến rong "Khúc đoạn trường"
- Mỹ Hường trong “Trang đời gõ cửa”
- Thùy và Lư trong "Con thuyền chở linh hồn"
- Clê Măng-tin trong vở “Vụ án E rot trat”
- Chủ chứa (bà Thư) trong "Ngôi nhà quỷ ám"
- Cô giáo Phương trong "Hàng xóm chung cư"
- Trần Thị Dung trong "Mỹ nhân và anh hùng"
- Trần Thị Dung trong "Thái sư Trần Thủ Độ"
- Nữ nghệ sĩ trong "Đời nghệ sĩ"

### Điện ảnh
| Năm  | Tựa đề               | Vai diễn      | Đạo diễn                       | Chú thích |
| ---- | -------------------- | ------------- | ------------------------------ | --------- |
| 1983 | Thị xã trong tầm tay | Thanh         | Đặng Nhật Minh                 |           |
| 1986 | Kỷ niệm đồi trăng    | Thắm          | Hà Văn Trọng                   |           |
| 1988 | Kẻ giết người        | Hạnh          | Hoài Linh                      |           |
| 1989 | Đêm hội Long Trì     | vợ Nguyễn Mại | Hải Ninh                       |           |
| 1989 | Săn bắt cướp         | Hương         | Trần Phương                    |           |
| 1990 | Số đỏ                | Vợ TYFN       | Hà Văn Trọng, Lộng Chương      |           |
| 1996 | Vành trăng khuyết    | Sen           | Trần Phương và Nguyễn Thế Vĩnh |           |
| 1996 | Anh sẽ về            | Hồng          |                                |           |

### Truyền hình
| Năm  | Tựa đề                                 | Hình thức            | Vai diễn     | Đạo diễn                      | Chú thích |
| ---- | -------------------------------------- | -------------------- | ------------ | ----------------------------- | --------- |
| 1983 | Người thành phố                        | Phim ngắn            | Cô gái       | Khải Hưng                     |           |
|      | Màu nắng của cha                       | Điện ảnh truyền hình |              | Cao Mạnh                      |           |
| 1995 | Lặng lẽ tuổi trăng tròn                | Điện ảnh truyền hình |              | Bạch Diệp                     |           |
| 1995 | Tham vọng                              | Điện ảnh truyền hình |              | Trần Quốc Trọng               |           |
| 1999 | Mãnh lực phố phường                    | Điện ảnh truyền hình |              | Đặng Lưu Việt Bảo             |           |
| 1999 | Quê nội                                | Điện ảnh truyền hình | Mẹ Thủy Tiên | Bùi Huy Thuần                 |           |
| 1999 | Trở lại trần gian                      | Ngắn tập             |              | Phạm Thanh Phong              |           |
| 1999 | Cảnh sát hình sự - Ngược dòng cái chết | Dài tập              | Lệ           |                               |           |
| 2000 | Dòng sông chảy xiết                    | Ngắn tập             | Mẹ Lâm       | Bùi Huy Thuần                 |           |
| 2001 | Ông nội... Ông nội                     | Điện ảnh truyền hình | Mẹ Sơn       | Triệu Tuấn                    |           |
| 2001 | Chuyện công ty Thu Vào                 | Điện ảnh truyền hình |              | Lê Đức Tiến                   |           |
| 2001 | Chàng Trần Cung đi cấp cứu             | Điện ảnh truyền hình | Loan         | Mạc Văn Chung                 |           |
| 2001 | Tiếng gọi nơi xa thẳm                  | Điện ảnh truyền hình | Hương        | Mạc Văn Chung                 |           |
| 2001 | Ngày hè sôi động                       | Ngắn tập             | Bà Phượng    | Trọng Trinh                   |           |
| 2001 | Sóng ngầm                              | Ngắn tập             | Bà Hà        | Vũ Hồng Sơn, Nguyễn Hữu Trọng |           |
| 2002 | Trang cuối một tình yêu                | Điện ảnh truyền hình |              |                               |           |
| 2003 | Ảo vọng xe hơi                         | Điện ảnh truyền hình | Bà Vân       | Nguyễn Hữu Phần               |           |
| 2004 | Trận cầu đinh                          | Ngắn tập             |              | Đỗ Chí Hướng                  |           |
| 2004 | Chuyện làng Một                        | Điện ảnh truyền hình | Nghi         | Nguyễn Huy Hoàng              |           |
| 2004 | Một cuộc phỏng vấn                     | Điện ảnh truyền hình |              | Nguyễn Quang                  |           |
| 2005 | Mạnh hơn công lý                       | Dài tập              | Bà Năm Hoán  | Nguyễn Quang                  |           |
| 2005 | Đi tua thời hiện đại                   | Điện ảnh truyền hình | Vân          | Vũ Hồng Sơn                   |           |
| 2005 | Em tôi                                 | Điện ảnh truyền hình | Bà Loan      | Vũ Xuân Hưng                  |           |
| 2008 | Nhà có nhiều cửa số                    | Dài tập              |              | Vũ Hồng Sơn và Phi Tiến Sơn   |           |
| 2009 | Nhà có nhiều cửa số 2                  | Dài tập              | Bà Thái      | Phi Tiến Sơn                  |           |
| 2010 | Men say                                |                      |              | Nguyễn Đức Việt               |           |
| 2010 | Thời khắc may mắn                      | Ngắn tập             |              | Trần Lực                      |           |
| 2013 | Tình yêu không hẹn trước               | Dài tập              | Bà Nguyệt    | Trọng Trinh và Bùi Tiến Huy   |           |
| 2014 | Viết tiếp bản tình ca                  | Dài tập              |              | Vũ Minh Trí                   |           |
| 2015 | Sóng ngầm                              | Dài tập              |              | Nguyễn Mạnh Hà                |           |
| 2016 | Zippo, mù tạp và em                    | Dài tập              | Mẹ Sơn       | Trọng Trinh và Bùi Tiến Huy   |           |
| 2016 | Ngự lâm không kiếm                     | Dài tập              | Bà Cúc       | Trần Chí Thành                |           |
| 2017 | Đi qua mùa hạ                          | Dài tập              | Bà Lài       | Bùi Quốc Việt                 |           |
| 2020 | Lựa chọn số phận                       | Dài tập              | Bà Hà        | Mai Hồng Phong, Bùi Quốc Việt |           |
| 2020 | Hoa hồng trên ngực trái                | Dài tập              | Bà Mỹ Kha    | Vũ Trường Khoa                |           |
| 2024 | Sao Kim bắn tim sao Hỏa                |                      | Chủ trọ      |                               |           |

## Giải thưởng
| Năm  | Giải thưởng                               | Tác phẩm                | Kết quả         | Chú thích   |
| ---- | ----------------------------------------- | ----------------------- | --------------- | ----------- |
| 1996 | Liên hoan Sân khấu nhỏ toàn quốc          | Đời nghệ sĩ             | Huy chương Vàng | [ 7 ] [ 3 ] |
| 2004 | Hội diễn kịch nói chuyên nghiệp toàn quốc | Con thuyền chở linh hồn | Huy chương Bạc  | [ 7 ]       |